# Мухтаров, Хусейн Мухтарович
Хусейн Мухтарович Мухтаров (кирг. Кусейин Мухтаров; 1938—2001) — советский, киргизский оперный певец (бас). Народный артист СССР (1984).

## Биография
Родился 18 июля 1938 года в селе Шортебе (ныне Сортобе Кордайского района, Жамбылская область, Казахстан)
Учиться вокалу начал в 1956 году в Оперно-хоровой студии при Киргизском театре оперы и балета. В 1964 году окончил Московскую консерваторию (класс С. Мигая и В. Гусельникова).
С 1964 года — солист Киргизского театра оперы и балета им. А. Малдыбаева. Пел как в национальных операх, так и в операх русских и западноевропейских композиторов.
Выступал в концертах, в том числе со своей супругой — народной артисткой Кыргызской Республики Эсен Молдокуловой. В камерный репертуар, помимо многочисленных оперных сцен и арий, входили романсы М. Глинки, А. Бородина, П. Чайковского, С. Рахманинова, Г. Свиридова, а также русские, украинские, казахские, кыргызские, дунганские и других народов песни. Исполнял целые вокальные циклы («Десять сонетов Шекспира» Д. Кабалевского, «Песни Роберта Бернса» Г. Свиридова и др.).
Гастролировал во многих городах СССР и за рубежом (Венгрия, Польша, Канада, Сирия, Тунис, Эфиопия, Йемен, Лаос).
Мухтаров Хусейн умер 5 марта 2001 года в Бишкеке. Похоронен на Ала-Арчинском кладбище.

## Награды и звания
- Лауреат международных и всесоюзных конкурсов оперных певцов (в том числе Второго конкурса молодых музыкантов — исполнителей республик Средней Азии и Казахстана (Ташкент, 1964))
- Заслуженный артист Киргизской ССР (1967)
- Народный артист Киргизской ССР (1973)
- Народный артист СССР (1984)
- Медаль «Данк» (1999)[3]
- Орден Дружбы народов (18.07.1988)[4]
- Музыкальная премия им А. Малдыбаева
- Почётный профессор Американского университета в Центральной Азии.

## Партии
- Вожак — «Оптимистическая трагедия» А. Холминова (1965)
- Мельник — «Русалка» А. Даргомыжского (1966)
- Васков — «Зори здесь тихие» К. Молчанова (1973)
- Борис Годунов, Пимен — «Борис Годунов» М. Мусоргского
- Филипп II, Инквизитор — «Дон Карлос» Дж. Верди
- Гремин — «Евгений Онегин» П. Чайковского
- Дон Базилио — «Севильский цирюльник» Дж. Россини
- Мефистофель — «Мефистофель» А. Бойто
- Мефистофель — «Фауст» Ш. Гуно
- Конурбай — «Манас» В. Власовыа, В. Фере и А. Малдыбаева
- Манас — «Манас» В. Власовыа, В. Фере и А. Малдыбаева
- Чинкоджо — «Айчурек» В. Власова, А. Малдыбаева, В. Фере
- Семён — «Токтогул» В. Власова, А. Малдыбаева, В. Фере
- Ады — «Алтын кыз» В. Власова и В. Фере
- Амонасро, Рамфис — «Аида» Дж. Верди
- Пётр I — «Пётр I» А. Петрова
- Кончак — «Князь Игорь» А. Бородина
- Даанышман — «Сепил» С. Осмонова
- Тейитбек — «Курманбек» Н. Давлесова
- Михаил Фрунзе — «Михаил Фрунзе» В. Власова
- Григорий Мелехов — «Тихий Дон» И. Дзержинского
- Лепорелло — «Дон Жуан» В. Моцарта
- Кулжыгач — «Олджобай и Кишимджан» М. Абдраева
- Балбай — «Перед бурей» М. Абдраева
- Умберто – «Служанка-госпожа» Дж. Перголези.

## Память
- В 2002 году сын Х. Мухтарова Данияр основал в Бишкеке Музыкальный театр и дал ему имя своего прославленного отца.